# Edvard Bernhard
Johan Edvard Bernhard, ursprungligen Andersson, född 8 april 1874 i Stenbrohult i Småland, död 27 november 1954 i Lidingö, var en svensk arkitekt, utbildad vid Tekniska skolan i Örebro och vid KTH i Stockholm. Han vidareutbildade sig i Tyskland och öppnade eget arkitektkontor i Stockholm år 1910. Han ritade ett flertal hus i tegelexpressionistisk och funktionalistisk stil.

## Biografi
Bernhard föddes i Stenbrohult men familjen flyttade senare till Ryd. För den högre utbildningen begav han sig till Örebro där han under utbildningen vid Tekniska skolan bodde hos sin äldre bror. Efter att ha tagit sin examen blev han antagen som extraelev på Tekniska högskolan i Stockholm. Han gifte sig med gymnastikdirektören Ester Kristina Bernhard (död 1950). De är begravda på Lidingö kyrkogård.
Efter sin arkitektutbildning i Stockholm arbetade han som assistent till arkitekturläraren Ernst Stenhammar. Han studerade senare vid konstakademien i Dresden med praktik hos arkitekterna Vallot i Dresden och Messel i Berlin. Vid denna tid bytte han sitt efternamn från Andersson till Bernhard.
Efter sin återkomst till Stockholm blev han anställd av Ernst Stenhammar. Som medarbetare till Stenhammar deltog han bland annat i det prestigefyllda projektet Grand Hôtel Royal 1905−1909, beställt av Wilhelmina Skogh, med Stenhammar som chefsarkitekt, där han svarade för interiören av vinterträdgården och även Wilhelmina Skoghs privata Villa Foresta på Lidingö som uppfördes 1908−1910. 1910 öppnade han eget arkitektkontor på Regeringsgatan 19−21. Kontoret fanns kvar fram till 1945. 1911 uppförde han sin privata villa i Herserud på Lidingö. 1912 fick Bernhard uppdraget av filmbolagsdirektören Charles Magnusson att rita Röda Kvarn, Stockholms första "biografteater".
I början av 1930-talet fick han uppdraget av Ivar Kreuger att rita fastigheten för Banque de Suède et de Paris som ägdes av Kreuger. Fastigheten finns fortfarande kvar och ligger vid genomgången mellan rue Saint Honoré och Place Vendôme i Paris. I banken finns det kvar intarsior av konstnären Ewald Dahlskog föreställande Sverige i världen. I samband med invigningen 12 mars 1932 sköt sig Ivar Kreuger i sin bostad i Paris. Den stora depressionen i USA i slutet av 1920-talet och en världsomfattande lågkonjunktur samt börskraschen i New York 1929 påverkade hela världens finansiella situation. Strax efter Ivar Kreugers död kulminerade lågkonjunkturen i Sverige i och med den så kallade Kreugerkraschen, som från april 1932 och några år framöver kom att förlama hela samhället med ett stort antal konkurser som resultat och brist på riskvilligt kapital och därmed stora svårigheter för Edvard Bernhard liksom många andra inom byggsektorn att få nya uppdrag. Tiderna blev dock efter några år bättre. Han ritade 1929 den stora tillbyggnaden för Åhlén & Holms varuhus vid Götgatan/Ringvägen i Stockholm och därefter Tempo vid Kungsgatan (Hötorget) i samma stad, dagens Kungshallen.

## Verk i urval
- Medarbetare vid uppförandet av vinterträdgården till Grand Hôtel Royal, annex till Grand Hôtel i Stockholm, 1905−1909.
- Villa Lidforss/Liden, Storängsvägen 6, Storängen, Nacka, 1906.
- Villa Neumüller (även kallad Erstagården) , Hästhagen, Nacka, 1906
- Medarbetare vid uppförandet av Villa Foresta på Lidingö 1908−1910. Uppdragsgivare Wilhelmina Skogh.
- Villa Solåsen, Ringvägen, Lidingö, 1910.
- Egen villa högst upp på Ringvägen i stadsdelen Herserud på Lidingö, 1911.
- Elfströmska huset, Storgatan 3 Kv. Bacchus, 1912, Sundsvall.
- Trozellihuset, Strömbacken i Norrköping, Linköpingsvägen 8, 1913−1915.
- Sommarhus på Äpplarö åt Johan Petter Åhlén, 1917.
- Röda Kvarn på Biblioteksgatan 1915−1917, Stockholms första moderna biograf.
- Familjen Paul Tolls privata villa på Villagatan 10, Stockholm, uppförd 1915−1916. (numera riven och ersatt med ett flerbostadshus)
- Huset på Villagatan 13, Stockholm, där Ivar Kreuger hade sin våning på Östermalm. Huset uppfördes 1917 av Kreuger & Toll Byggnads AB.
- Rute Folkets hus, Valleviken, 1922
- Ivar Kreugers bankhus i Paris, 362−364 rue Saint-Honoré.
- Sommarvilla på Ängsholmen för Ivar Kreuger.
- Paul U. Bergströms privata Villa Paulsro på fastigheten Sotudden 1, Bosön på Lidingö, 1924.
- PUB mot Hötorget och Gamla brogatan 1924, Stockholm.
- Åhléns Söder (utökning 1929) korsningen Ringvägen och Götgatan, Stockholm.
- Apotekarnes Mineralvattensfabrik, hörnet Norra stationsgatan och Hälsingegatan 1931, Stockholm.
- Brf. Djurgårdseken 9, Torphagsvägen 14, hus i Ekhagen 1935, Stockholm. Huvudarkitekt för Ekhagen var Björn Hedvall.
- Ett flertal Tempovaruhus, som exempelvis Tempohuset i funkisstil vid Kungsgatan 44 mitt emot Hötorget i Stockholm.
- Skärgårdshus för Charles Magnusson på Skarpö norr om Vaxholm, Stockholms skärgård.
- Vigelsjö gård som ligger vid sjön Lommaren 2 km från Norrtälje.

### Bilder, verk i urval

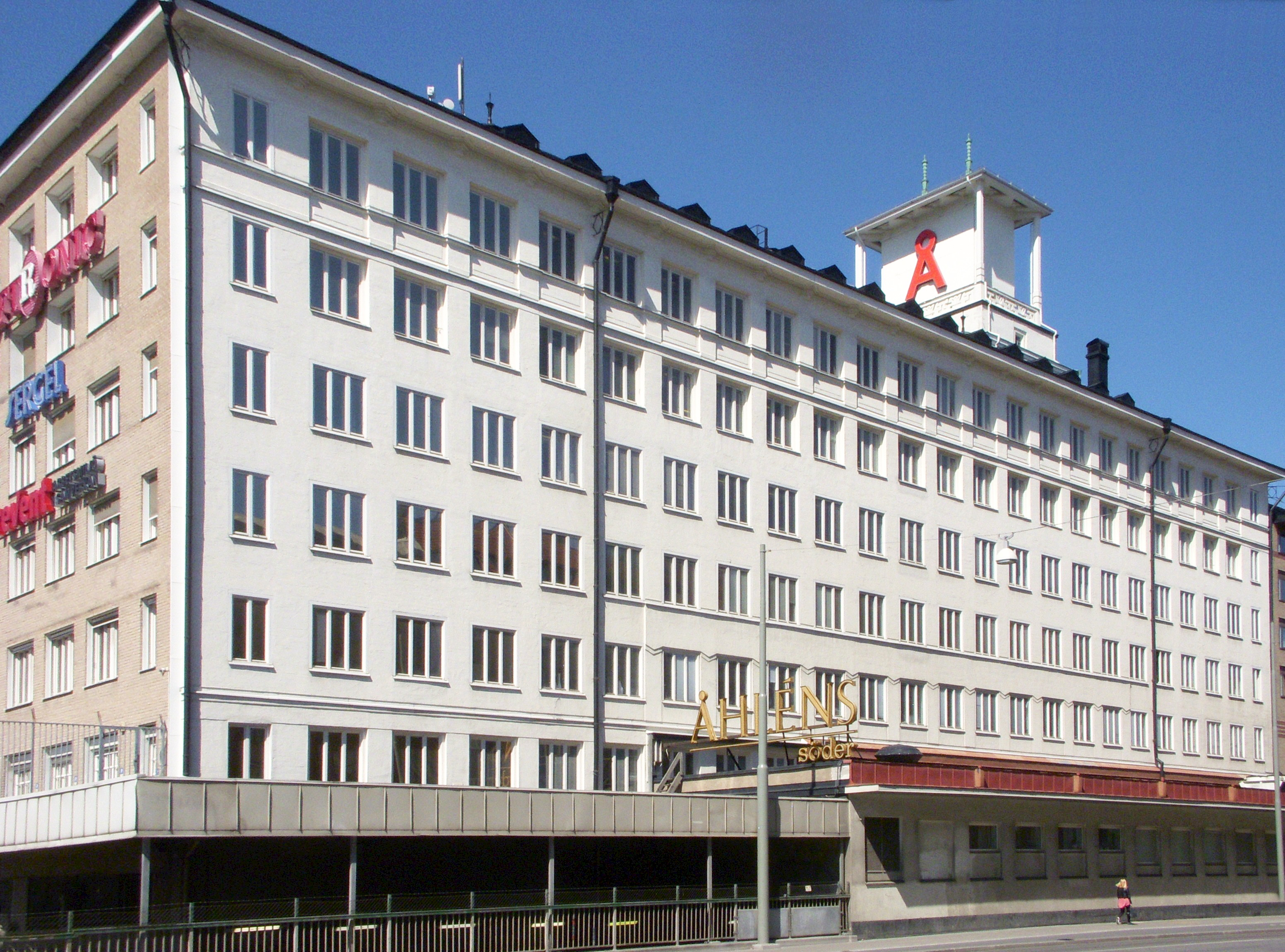
Åhléns Söder, Stockholm, utökning 1929.
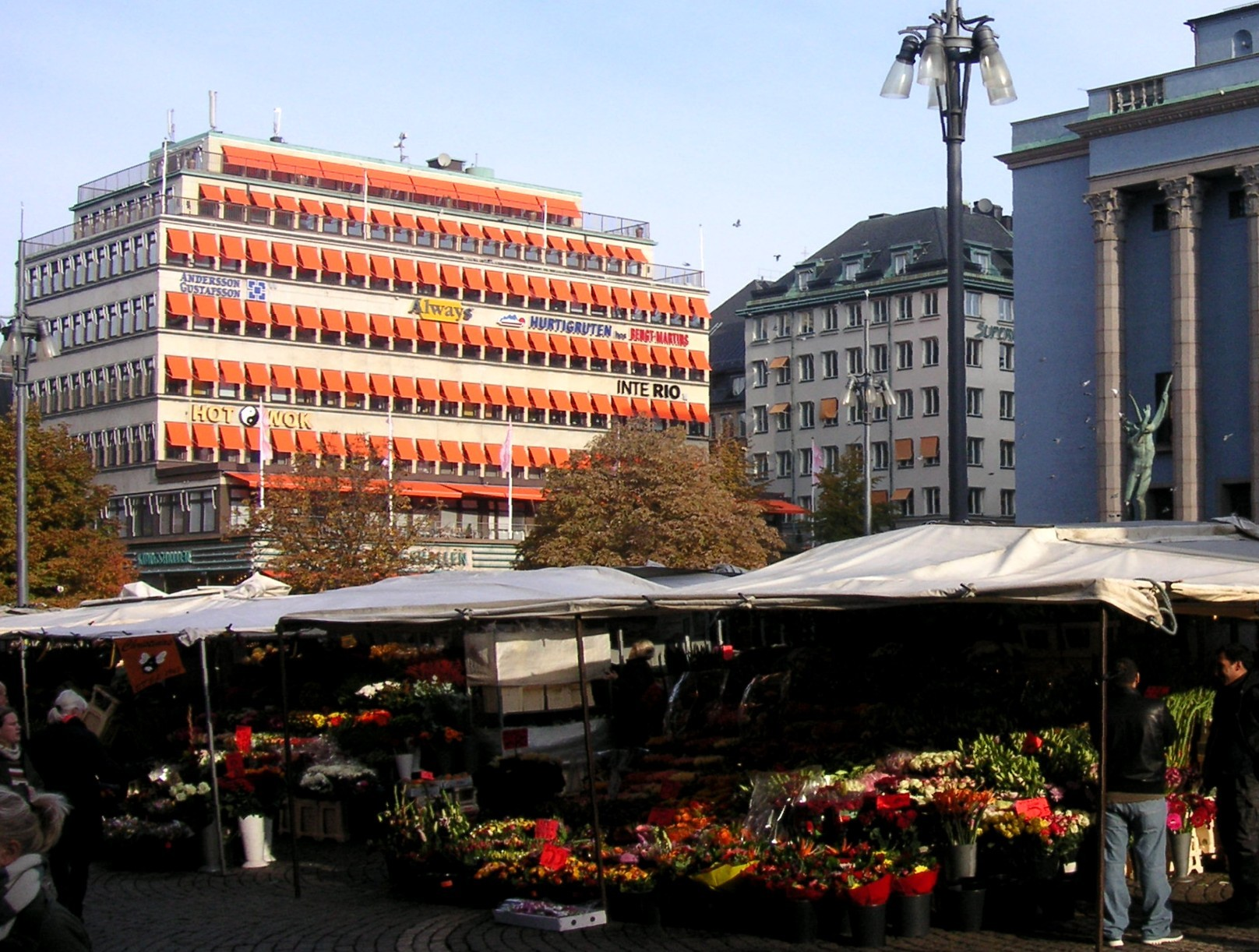
Tempohuset vid Hötorget i Stockholm.
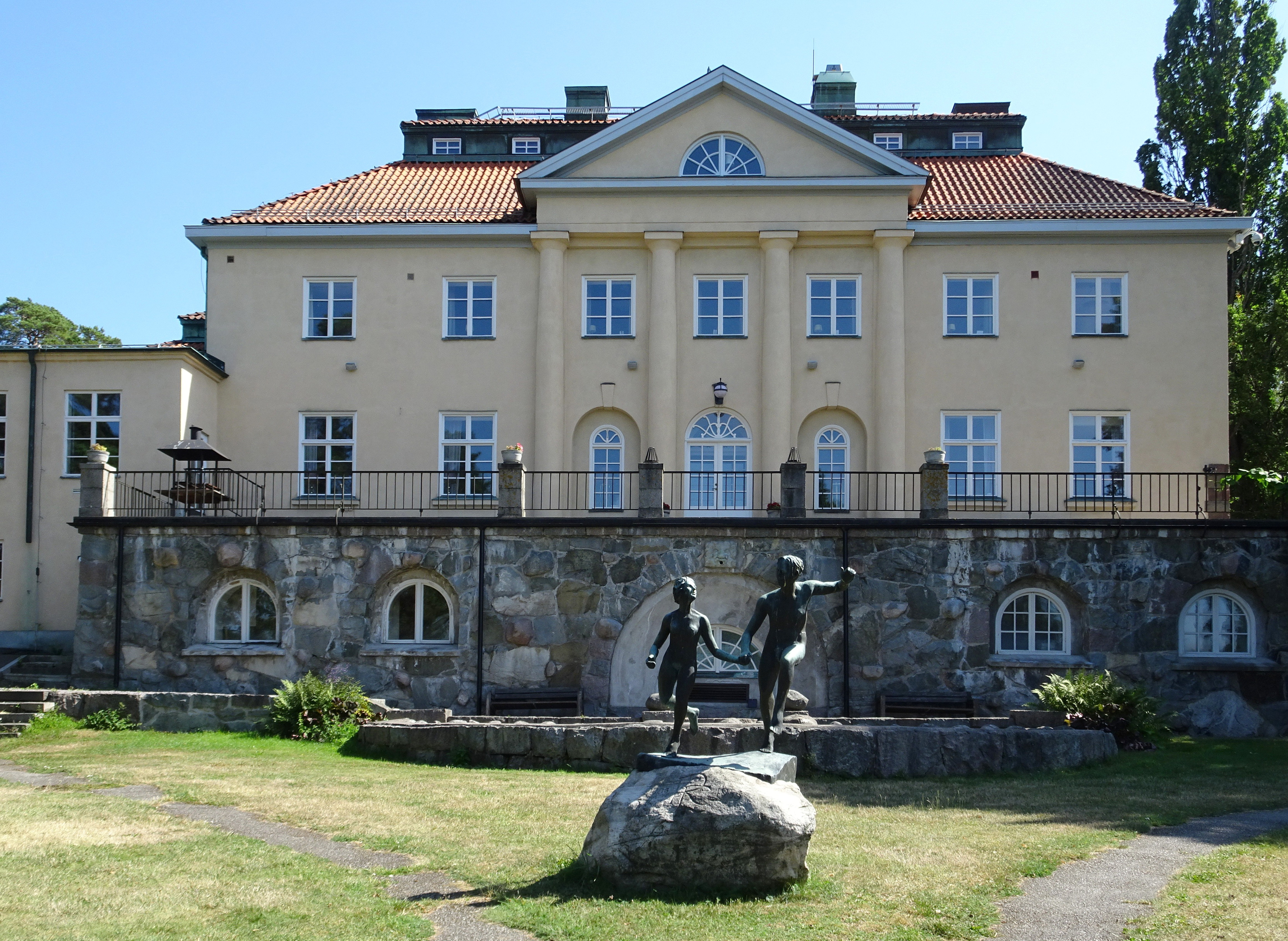
Villa Paulsro, Lidingö.
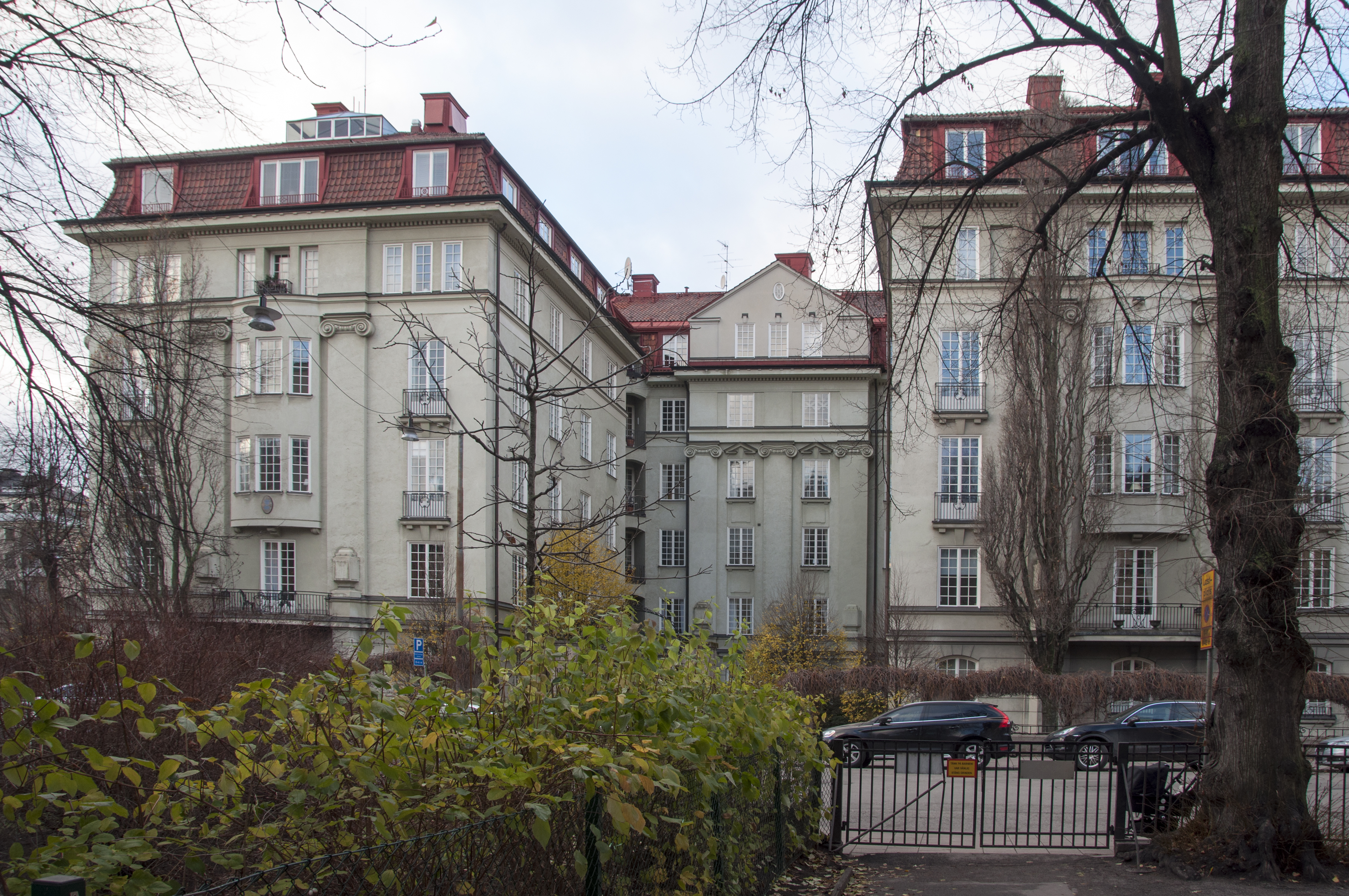
Villagatan nr 13, Stockholm.

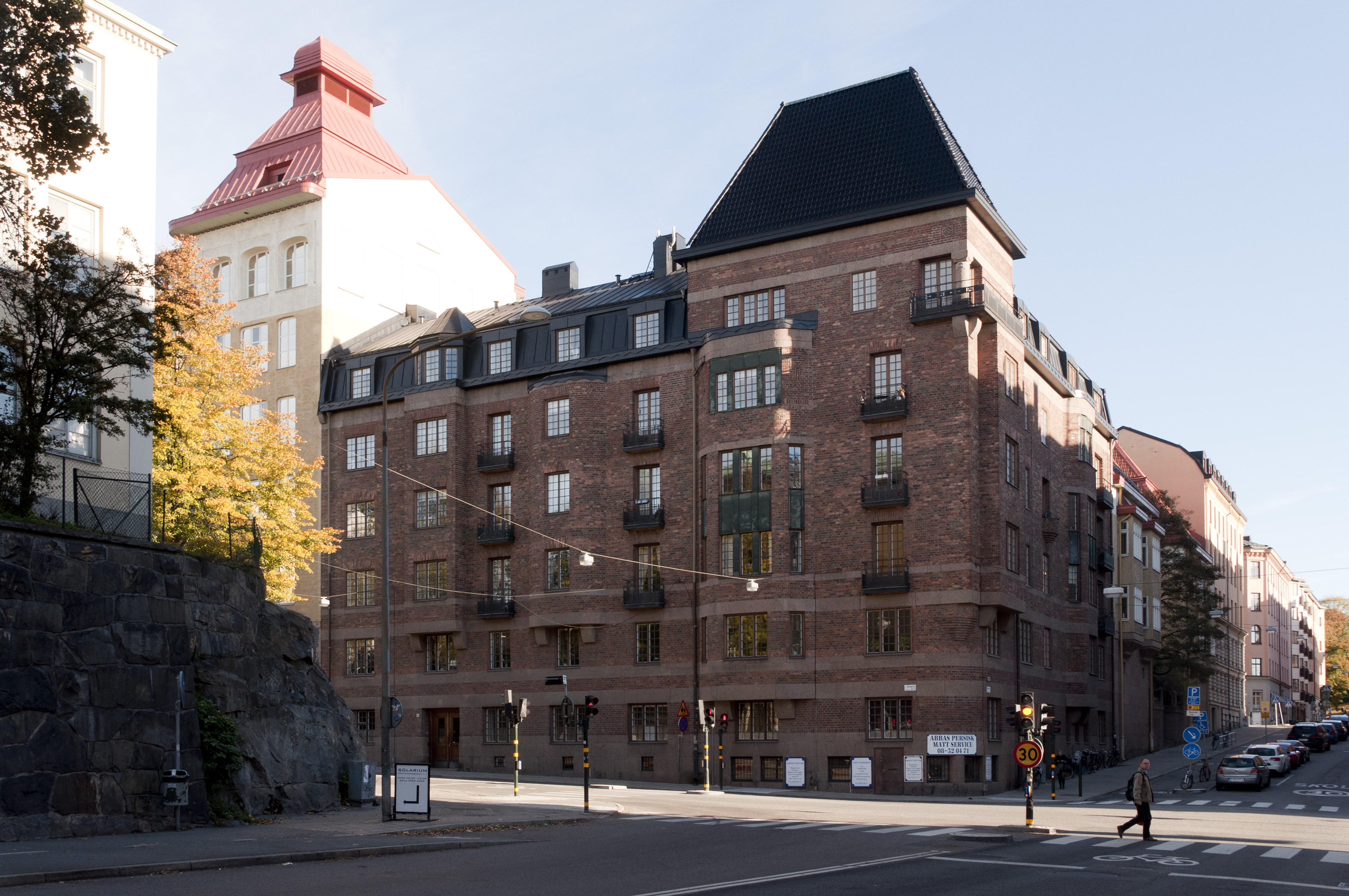
Dalagatan 12/Tegnérgatan 48, Stockholm.
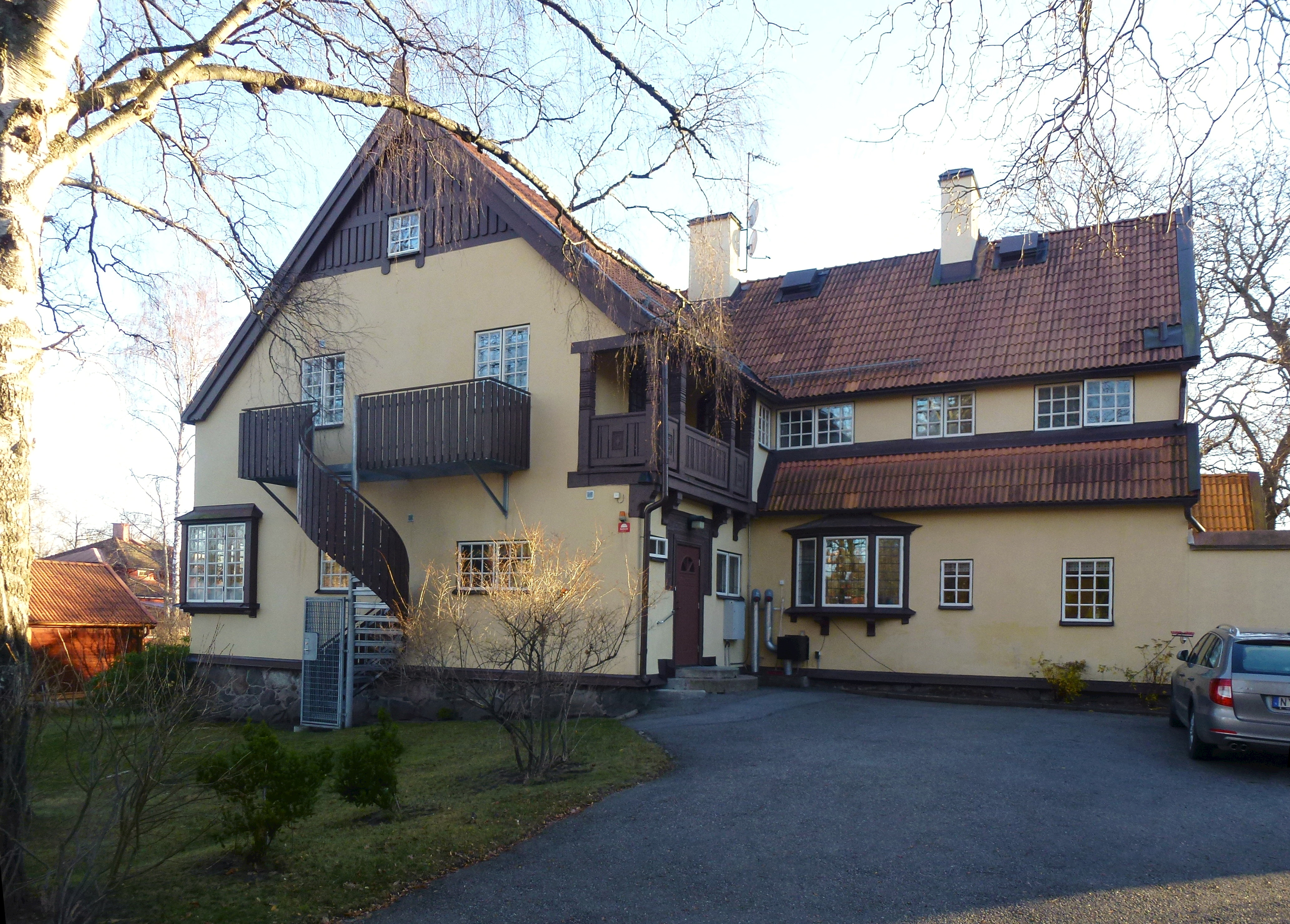
Villa Lidforss, Storängen, Nacka.
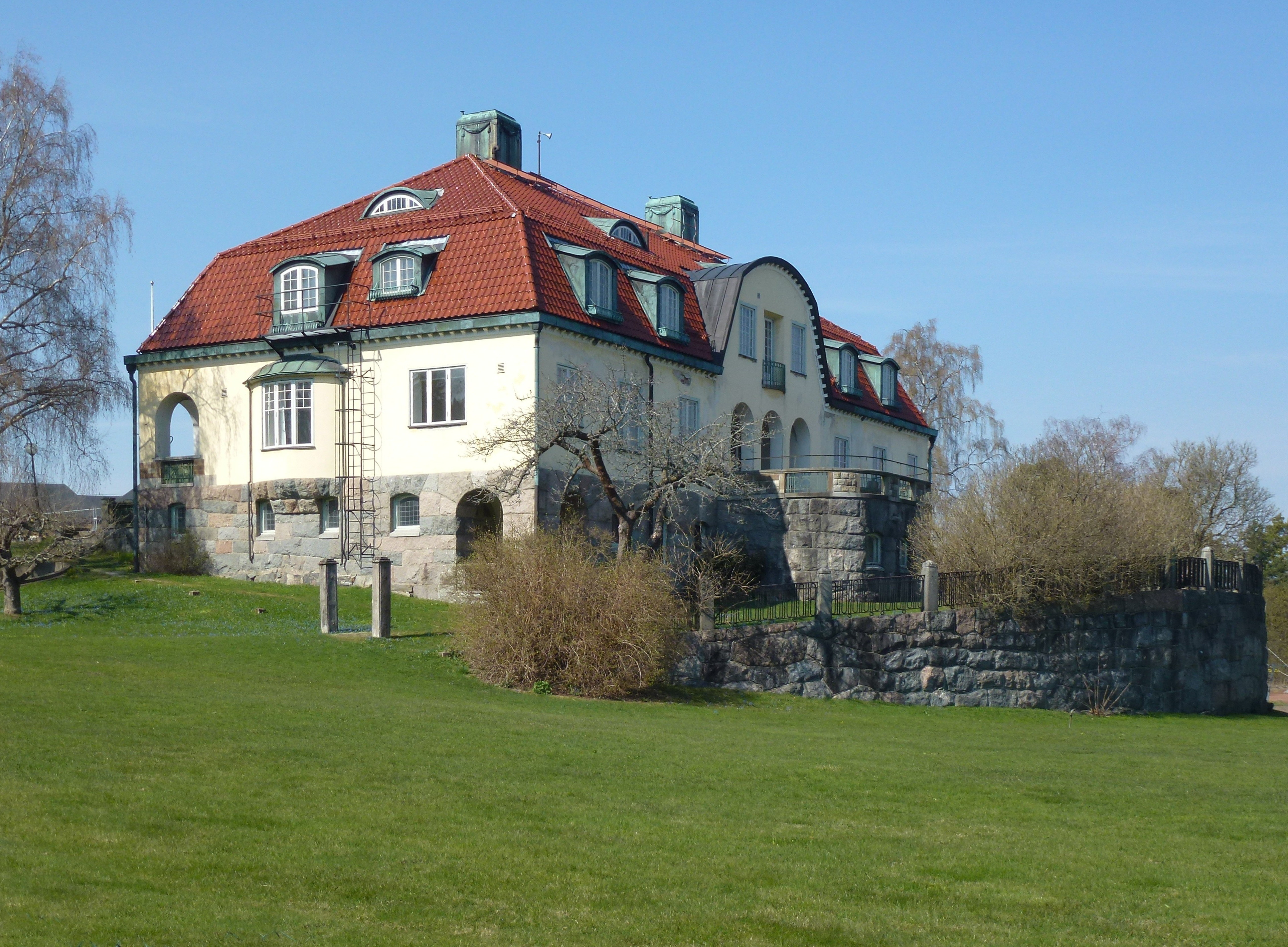
Erstagården, Otto Neumüllers villa.
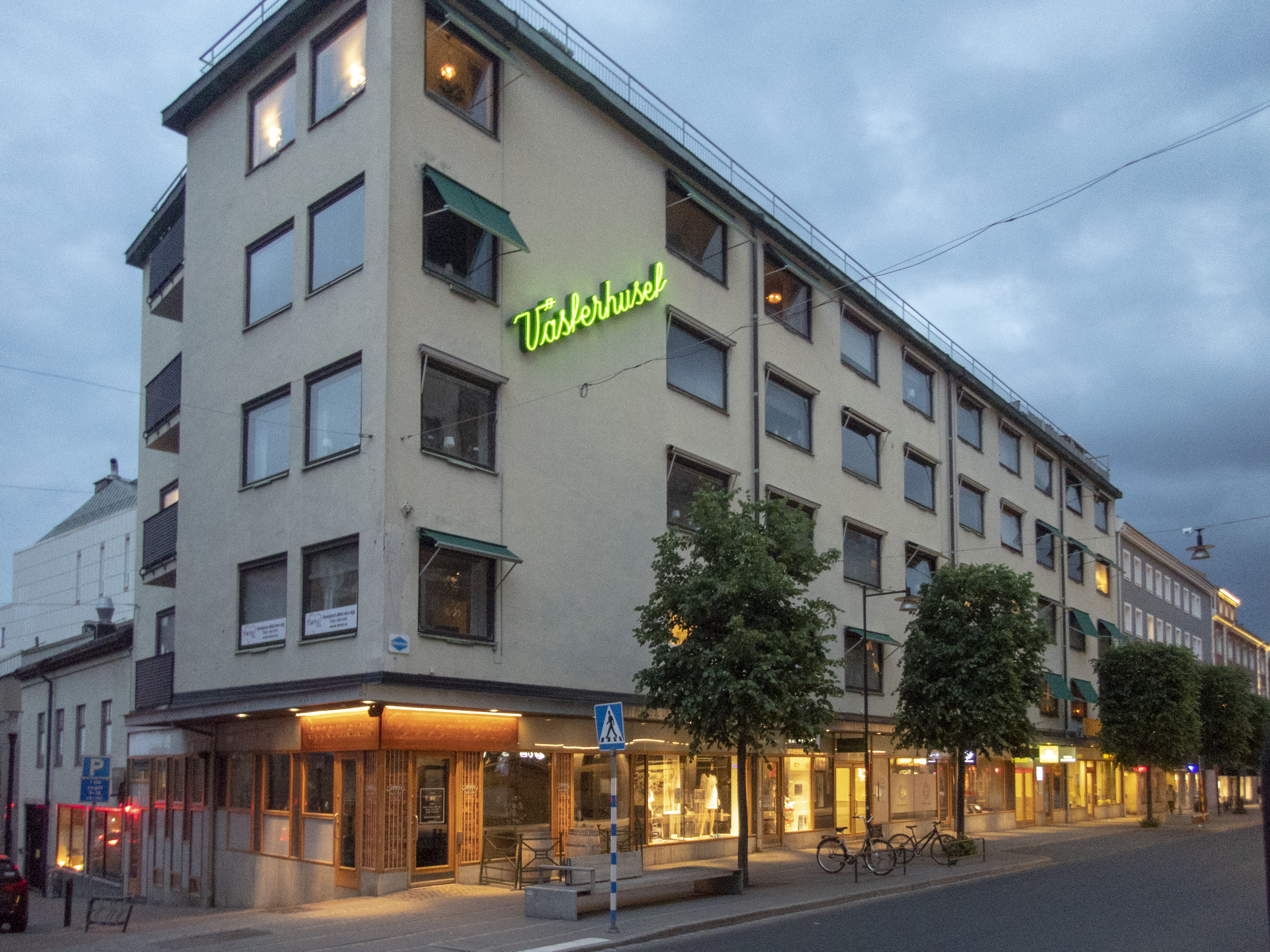
Västerhuset, Jönköping.